# Bergstrom Air Force Base

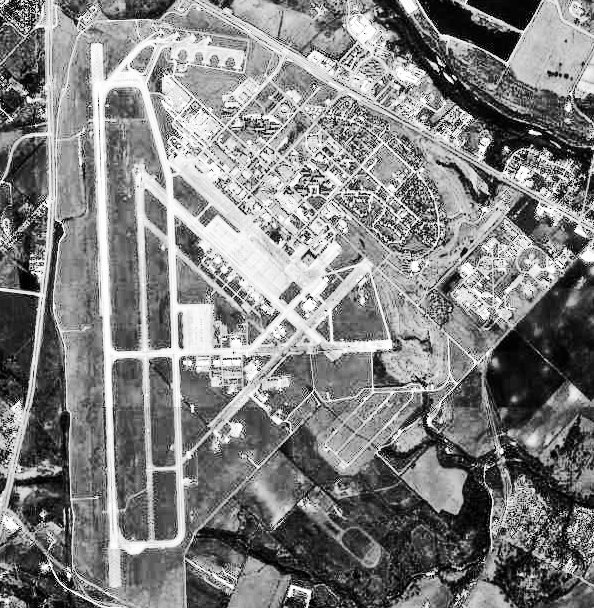
Bergstrom AFB en 1998

Bergstrom Air Force Base est une ancienne base de l'United States Air Force située à une dizaine de kilomètres au sud-est d'Austin (Texas) au Texas.